# Bielawy (Leszno)
Pour les articles homonymes, voir Bielawy.
Bielawy (prononciation : [bjɛˈlavɨ]) est un village polonais de la gmina de Krzemieniewo dans le powiat de Leszno de la voïvodie de Grande-Pologne dans le centre-ouest de la Pologne.
Il se situe à environ 2 kilomètres à l'est de Krzemieniewo (siège de la gmina), à 20 kilomètres à l'est de Leszno (siège du powiat) et à 59 kilomètres au sud de Poznań (capitale régionale).

## Histoire
De 1975 à 1998, le village faisait partie du territoire de la voïvodie de Leszno.

Depuis 1999, Bielawy est situé dans la voïvodie de Grande-Pologne.